# We Sing. We Dance. We Steal Things.
We Sing. We Dance. We Steal Things (en español: Cantamos. Bailamos. Robamos cosas.), es el tercer álbum de estudio de Jason Mraz lanzado el 13 de mayo de 2008. El álbum se posicionó en el número tres de los Billboard 200, la posición más alta que ha alcanzado algún disco de Mraz. El título del álbum hace referencia a una obra de arte de David Shrigley que llamó la atención de Mraz mientras viajaba por Escocia. El álbum vendió 2 millones de copias en el mundo entero.

## Información y producción
El progreso de la grabación del álbum fue documentado y publicado en YouTube, con el nombre de "Crazy Man's Ju-ju" que contiene videos de San Diego y Londres, donde fue creada la mayor parte del álbum. "I'm Yours" es el primer sencillo del álbum y estaba disponible en iTunes, Zune Marketplace, y Amazon.com el 12 de febrero de 2008. El álbum cuenta con la colaboración de James Morrison en la canción "Details in the Fabric" y de Colbie Caillat en la canción "Lucky."
El álbum es precedido por tres EP lanzados mensualmente por un tiempo limitado. We Sing. fue lanzado el 18 de marzo. We Dance. fue lanzado el 15 de abril. La tercera entrega, We Steal Things., fue lanzado como parte de un paquete digital a través de iTunes, JasonMraz.com, y AtlanticRecords.com en el lanzamiento del álbum. El tercer EP fue lanzado solamente junto con el nuevo álbum de estudio de 13 de mayo de 2008.  Hasta el 17 de marzo de 2010, el álbum había vendido 1,491,736 copias en los Estados Unidos y fue certificado con Platino por la RIAA.
El 18 de noviembre de 2008, el álbum fue relanzado con el nombre de We Sing. We Dance. We Steal Things. Limited Edition. El álbum se volvió a publicar un conjunto de discos de tres, que incluye el CD original de 12 canciones, el segundo disco incluye los tres EP, We Sing., We Dance., y We Steal Things., todos en un disco y el tercer DVD incluye un concierto  inédito, en el Highline Ballroom en Nueva York, un documental de 30 minutos de duración titulado "Here We Are", y una vista previa a su libro "a thousand things." (mil cosas). El pack también incluye un folleto de 20 páginas con CD de canciones y obras de arte completo adicional.

## Lista de canciones
| N.º | Título                                       | Escritor(es)                                                             | Duración |  |
| 1.  | «Make It Mine»                               | Jason Mraz                                                               | 3:08     |  |
| 2.  | «I'm Yours»                                  | Jason Mraz                                                               | 4:03     |  |
| 3.  | «Lucky» (con Colbie Caillat)                 | Jason Mraz, Colbie Caillat, Timothy Fagan                                | 3:09     |  |
| 4.  | «Butterfly»                                  | Jason Mraz                                                               | 5:00     |  |
| 5.  | «Live High»                                  | Jason Mraz                                                               | 4:12     |  |
| 6.  | «Love for a Child»                           | Jason Mraz, Martin Terefe, Sacha Skarbek                                 | 4:06     |  |
| 7.  | «Details in the Fabric» (con James Morrison) | Jason Mraz, Dan Wilson                                                   | 5:45     |  |
| 8.  | «Coyotes»                                    | Jason Mraz                                                               | 3:38     |  |
| 9.  | «Only Human»                                 | Jason Mraz, Sacha Skarbek                                                | 4:03     |  |
| 10. | «The Dynamo Of Volition»                     | Jason Mraz                                                               | 3:36     |  |
| 11. | «If It Kills Me»                             | Jason Mraz, Martin Terefe, Sacha Skarbek                                 | 4:33     |  |
| 12. | «A Beautiful Mess»                           | Jason Mraz, Mona Tavakoli, Chaska Potter, Mai Bloomfield, Becky Gebhardt | 5:38     |  |

| Bonus Tracks en iTunes |                                                                 |              |          |  |
| N.º                    | Título                                                          | Escritor(es) | Duración |  |
| 13.                    | «Make It Mine (Live: London Sessions)» (iTunes Bonus Track)     | Jason Mraz   | 3:30     |  |
| 14.                    | «Life Is Wonderful (En vivo en Ámsterdam)» (iTunes Bonus Track) | Jason Mraz   | 4:35     |  |

| Edición Limitada de Bonus Tracks (Disco 2) |                                                                         |          |  |
| N.º                                        | Título                                                                  | Duración |  |
| 1.                                         | «I'm Yours (de The Casa Nova Sessions)»                                 | 4:47     |  |
| 2.                                         | «Live High (de Avacado Salad Session)»                                  | 4:01     |  |
| 3.                                         | «If It Kills Me (de the Casa Nova Sessions)»                            | 5:00     |  |
| 4.                                         | «A Beautiful Mess (de a Raining Jane Session)»                          | 5:17     |  |
| 5.                                         | «Make It Mine (de the Casa Nova Sessions)»                              | 3:23     |  |
| 6.                                         | «Butterfly (de the Casa Nova Sessions)»                                 | 5:10     |  |
| 7.                                         | «Only Human (de the Casa Nova Sessions)»                                | 4:47     |  |
| 8.                                         | «The Dynamo of Volition (de una All-Night Session)»                     | 4:43     |  |
| 9.                                         | «Love for a Child (de the Casa Nova Sessions)»                          | 3:54     |  |
| 10.                                        | «Coyotes (de A Girl in New York Sessions)»                              | 4:20     |  |
| 11.                                        | «Man Gave Names to All the Animals (de the Gospel Collection Sessions)» | 4:18     |  |
| 12.                                        | «Mudhouse/Gypsy MC (En vivo en Ámsterdam)»                              | 7:00     |  |

Para Latinoamérica y España se relanzó el álbum, con una versión en español de la canción Lucky la cual fue grabada por Mraz junto a la cantante mexicana Ximena Sariñana.